# 한탑
한탑은 1959년 6월 26일에 설립된 부산 남구 대연동 소재 소맥분 및 배합 사료 제조업체이다. 밀가루 및 배합사료 제조기업 '영남제분'은 2015년 3월 27일 '한탑'으로 회사명을 변경하였다.

## 연혁
- 1959년 6월 26일: 영남제분(주) 설립 (경남 동래군 구포읍 구포리)
- 1962년 12월 9일: 현대식 5층 공장 준공
- 1966년 4월 20일: 환능제분 및 대선제분의 공장 및 시설 인수
- 1966년 11월 21일: 구포동 제면공장 신설
- 1967년 3월 31일: 환능, 대선제분공장 시설 이전 병합, 설치
- 1969년 1월 18일: 제면공장을 배합사료공장으로 개조
- 1970년 6월 15일: 본사 및 제분공장을 현 위치로 이전 준공
- 1984년 6월 19일: 배합사료공장, 양산지방산업단지로 이전 준공
- 1990년 10월 31일: 소맥분 혼합설비 시스템 및 벌크 설비 완공
- 1995년 6월 30일: 코스닥시장 상장
- 1998년 5월 8일: 무상증자 실시 (자본금 18억 → 50억)
- 1998년 12월 11일: 무상증자 실시 (자본금 50억 → 80억)
- 2000년 9월 30일: 발행주식총수 및 액면가액 변경 (주식수: 500만주 → 5000만주, 액면가액: 5,000원 →500원)
- 2000년 12월 8일: 주주우선공모방식의 유상증자 실시 (자본금 80억 → 104억, 회사가 발행한 주식총수: 2080만주)
- 2003년 10월 1일: 사료사업부 기술연구소 설립
- 2004년 5월 1일: 제분사업부 기술연구소 설립
- 2005년 5월 2일: 파레스바이오피드㈜ 출자 및 계열회사 편입 (지분 40%)
- 2006년 7월 3일: 부산광역시 향토기업 선정
- 2015년 3월 27일: 사명변경[2]

## 사건
2002년 3월 6일 경기도 하남시 검단산에서 여대생이 공기총으로 살해당하는 사건이 일어났는데, 이는 피해자의 사촌오빠의 장모가 사주한 것으로 드러났으며, 청부 살해를 지시한 장모는 류원기 당시 영남제분 회장의 전처이다. 장모 윤길자는 구속되어 무기징역을 선고받았지만, 의사를 매수하여 6년 간 세브란스병원에 입원하다가, 지금은 비교적 시설이 좋은 교도소에서 복역 중이다.